# هانتسویل (اوهایو)
هانتسویل (به انگلیسی: Huntsville) یک منطقهٔ مسکونی در ایالات متحده آمریکا است که در شهرستان لوگان، اوهایو واقع شده‌است. هانتسویل ۰٫۷۸ کیلومتر مربع مساحت و ۴۳۱ نفر جمعیت دارد و ۳۲۹ متر بالاتر از سطح دریا واقع شده‌است.